# Carios confusus
Carios confusus är en fästingart som beskrevs av Harry Hoogstraal 1955. Carios confusus ingår i släktet Carios och familjen mjuka fästingar.
Artens utbredningsområde är Israel. Inga underarter finns listade.